# Laborem Exercens
Laborem Exercens' (Latijn voor Over de Menselijke Arbeid) is de derde encycliek van paus Johannes Paulus II en verscheen op 14 april 1981.
In deze encycliek over de arbeid, werkt Johannes Paulus II de sociale leer van de Kerk verder uit, voortbouwend op de encycliek van paus Leo XIII, Rerum Novarum. Hij breekt eens te meer een lans voor de tussenweg tussen de communistische geleide economie en het zuivere kapitalistische marktmodel.
Met deze encycliek gaf hij de in opstand gekomen Poolse arbeiders een steun in de rug.
In 1987 werd de kerkelijke sociale leer verder uitgewerkt in Sollicitudo Rei Socialis en later, na de val van de Muur, in Centesimus Annus (1991).